# Metacomesoma cyatholaimoides
Metacomesoma cyatholaimoides is een rondwormensoort uit de familie van de Comesomatidae. De wetenschappelijke naam van de soort is voor het eerst geldig gepubliceerd in 1954 door Wieser.